# Andinsk sorgfågel
Andinsk sorgfågel (Laniisoma buckleyi) är en fågel i familjen tityror inom ordningen tättingar. Dess artstatus är omtvistad.

## Utbredning och systematik
Andinsk sorgfågel delas in i tre underarter med följande utbredning:
- L. b. venezuelense – nordöstra Colombia och nordvästra Venezuela
- L. b. buckleyi – östra Ecuador och östra Peru
- L. b. cadwaladeri – nordvästra Bolivia

Den kategoriserades tidigare som en del av Laniisoma elegans men urskiljs vanligen som egen art.

## Status och hot
Arten har ett stort utbredningsområde, men tros minska i antal, dock inte tillräckligt kraftigt för att den ska betraktas som hotad. Internationella naturvårdsunionen IUCN listar arten som livskraftig (LC).